# Jaz stały

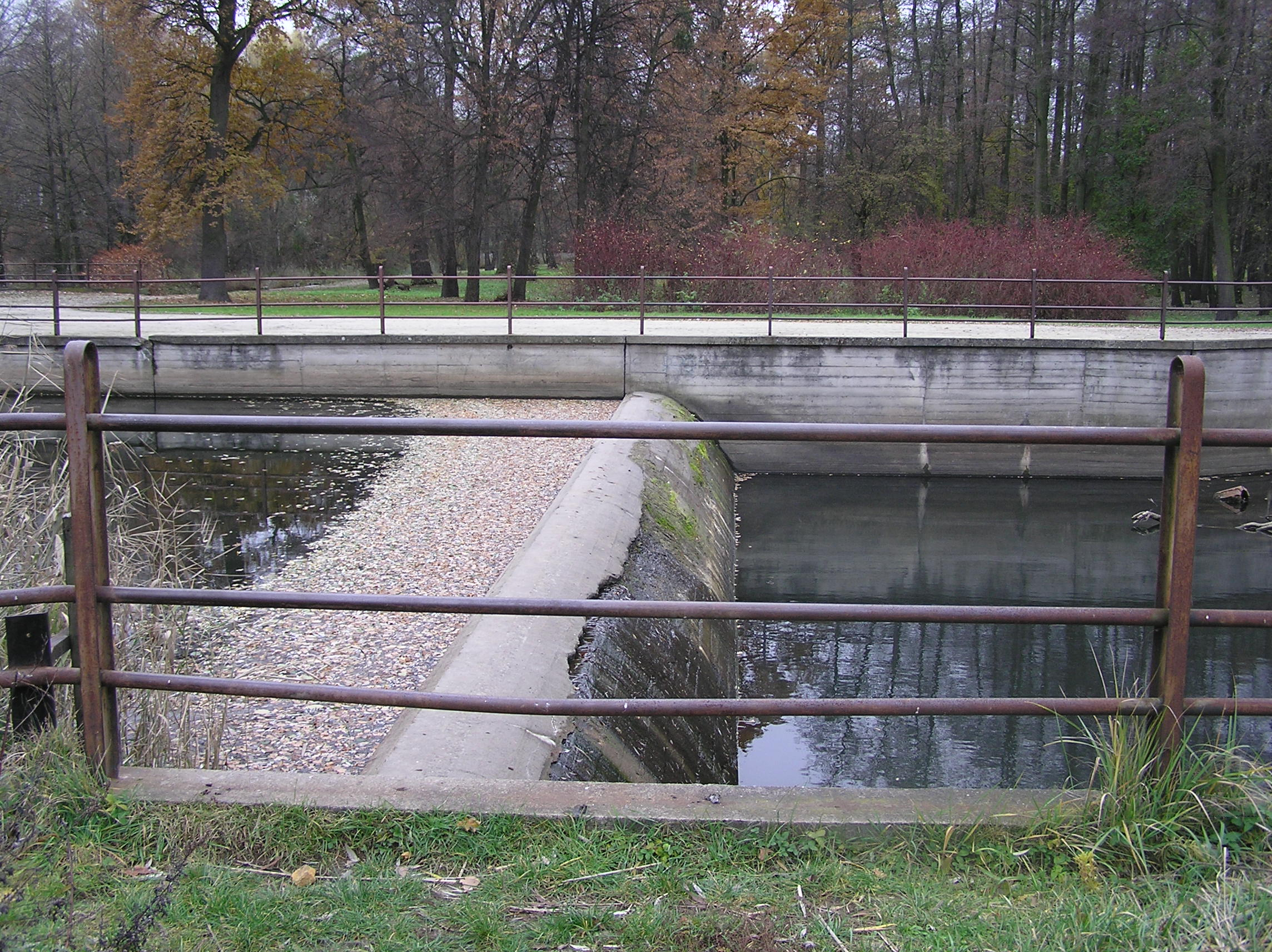
przelew jazu stałego
Wrocław, Park Wschodni, Górna Oława

Jaz stały (Jaz bez zamknięć) – jaz o stałym poziomie piętrzenia wynikającym z wysokości progu, tj. poziomu, na którym wykonano przelew jazu. Na jazie stałym nie montuje się jakichkolwiek zamknięć ruchomych. Ich brak uniemożliwia zmianę poziomu piętrzenie w trakcie eksploatacji obiektu. Budowa takiego jazu umożliwia spiętrzenie wody na cieku powyżej jazu do określonego poziomu, równego poziomowi korony przelewu, przy czym poziom ten i tak zmienia się w pewnym, choć stosunkowo niewielkim stopniu, w zależności od ilości wody dopływającej do danego stopnia wodnego.

## Budowa

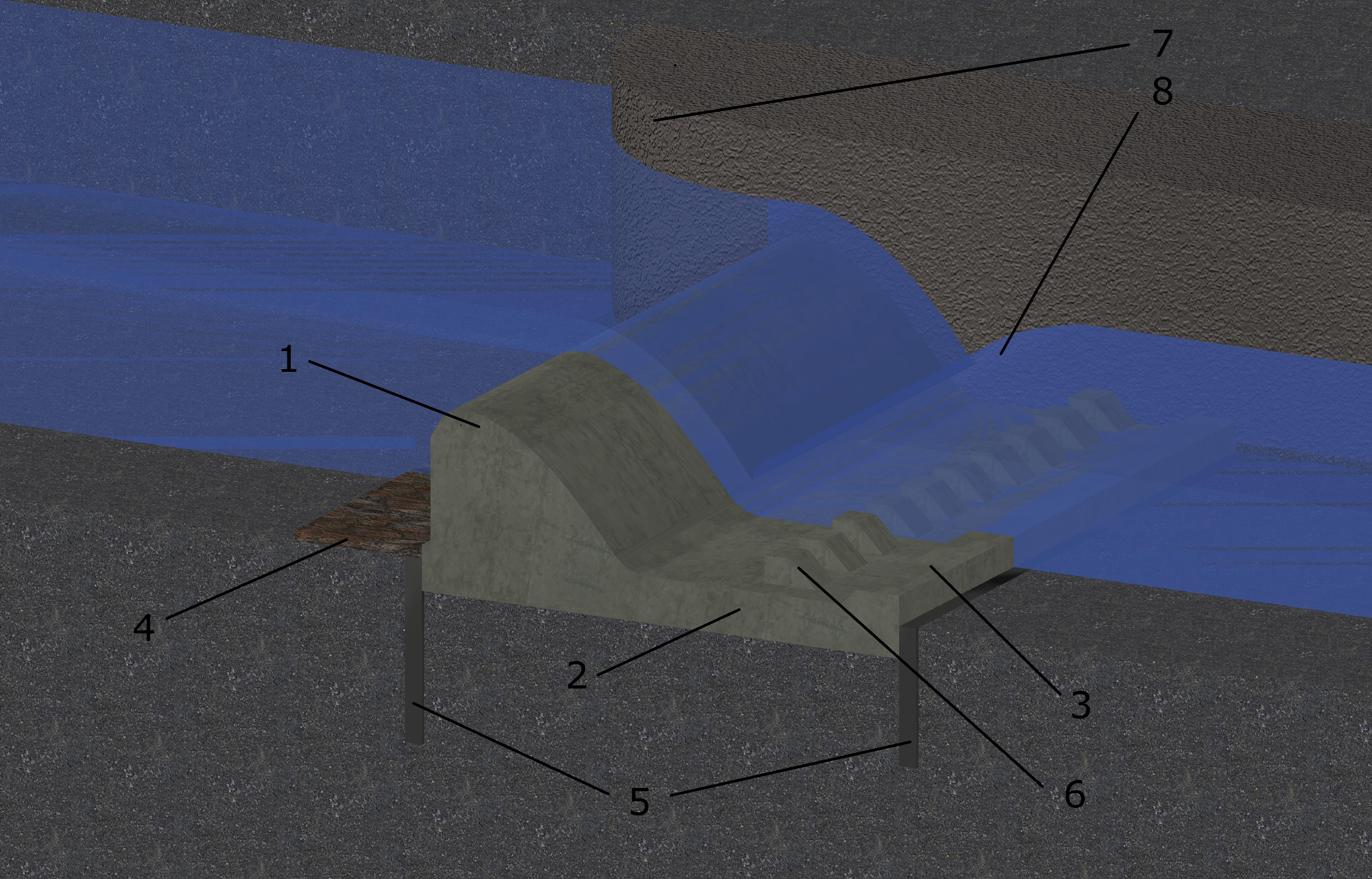
Schemat jazu stałego:
1 - próg;
2 - niecka wypadowa;
3 - próg niecki;
4 - ubezpieczenie górne;
5 - ścianki szczelne;
6 - szykany;
7 - skrzydła;
8 - odskok hydrauliczny.

- Próg jazu - dawniej wykonywany z drewna, narzuconego gruntu lub kamieni. Obecnie z betonu lub gabionów (stalowych koszy wypełnionych kamieniami). O wysokości zazwyczaj do 2 m[1]. W celu zwiększenia trwałości konstrukcji przekrój powinien być tak dobrany, żeby ciśnienie na styku wody i betonu było zbliżone do atmosferycznego. Najczęściej stosowanym kształtem jest profil Creagera. Od kształtów progu w dużej mierze zależy wydatek jazu[2].
- Niecka wypadowa - jej celem jest ochrona koryta rzeki przed rozmyciem. Ma tak dobraną długość, że odskok hydrauliczny znajduje się w całości nad nią. Może posiadać dodatkowe elementy rozpraszające energię przepływającej wody takie jak szykany[3].
- Ścianki szczelne - zwiększają drogę filtracji zabezpieczając konstrukcję przed rozmyciem dna. Stosowane przy gruntach o wysokim współczynniku filtracji (np. piaski)[1].
- Upusty płuczące - otwory w progu położone blisko dna zamykane zastawkami. Otwiera się je przy dużym przepływie wody w rzece w celu wymywania rumowiska nagromadzonego przed jazem[1].

W jazach wieloprzęsłowych stosuje się rozwiązanie polegające na budowie przęseł z określonymi zamknięciami dla regulacji poziomu piętrzenia, oraz przęsła lub kilku przęseł stałych, z przelewem położonym wyżej niż zamknięcia w pozostałych przęsłach, dla przeprowadzenie wód wezbraniowych. Taka sekcja na jazie lub zaporze nazywana jest upustem powodziowym, stałym.

## Zastosowanie

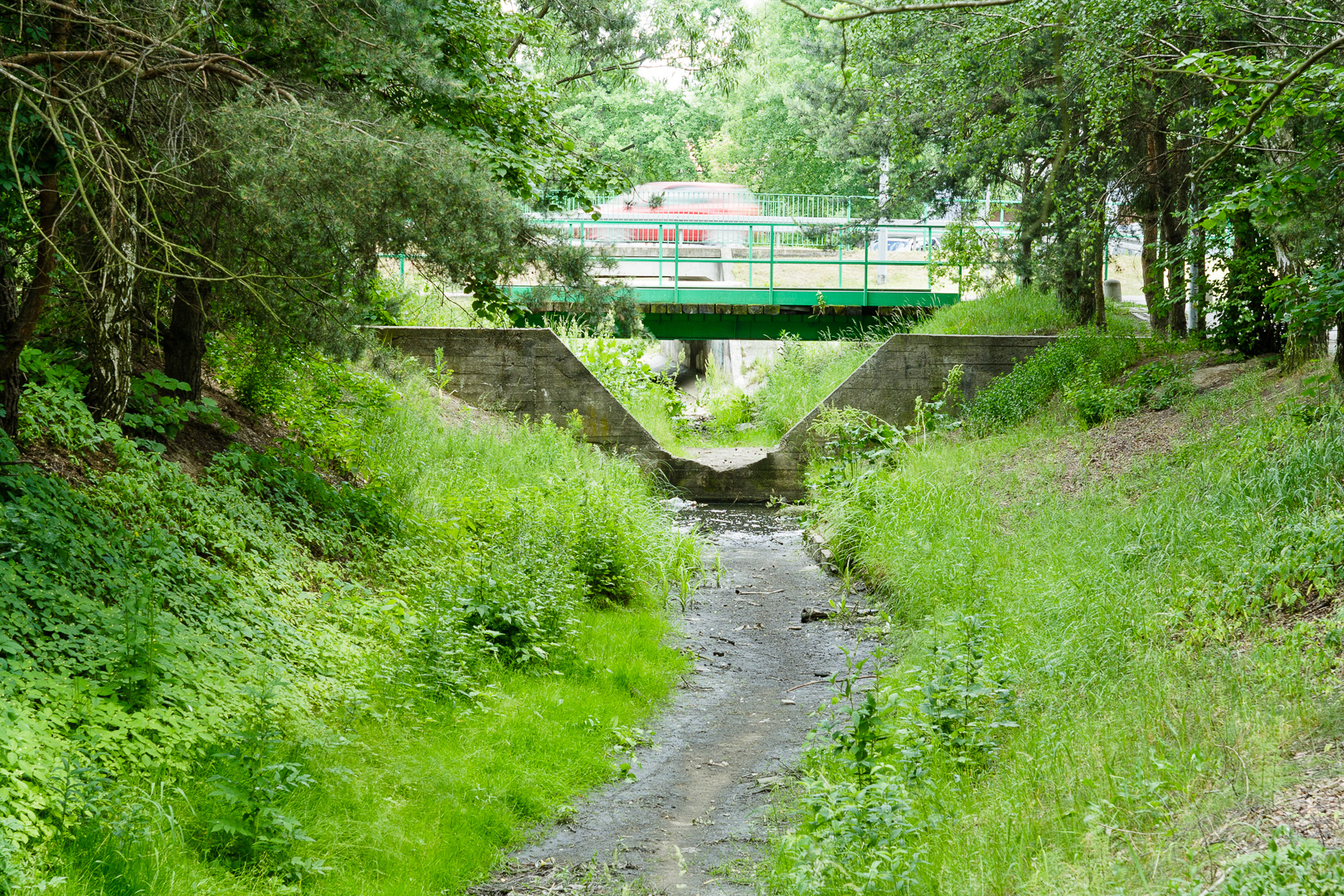
Kanał Wawerski - jaz stały z przelewem trapezowym w Starej Miłośnie w Warszawie.

Jazy stałe obecnie stosuje się głównie do spiętrzania i stabilizacji poziomu wody na potrzeby ujęć wodnych lub hydroenergetyki. Buduje się je zamiast jazów ruchomych w następujących przypadkach:
- Poziom wody jest niski i nie jest konieczna regulacja przepływu;
- Nie jest możliwa dostatecznie szybka regulacja przepływu (np. gdy jaz jest zbudowany w miejscu trudno dostępnym lub przy nagłych wezbraniach rzeki);
- Jaz jest przelewem awaryjnym[2].